# Florrie

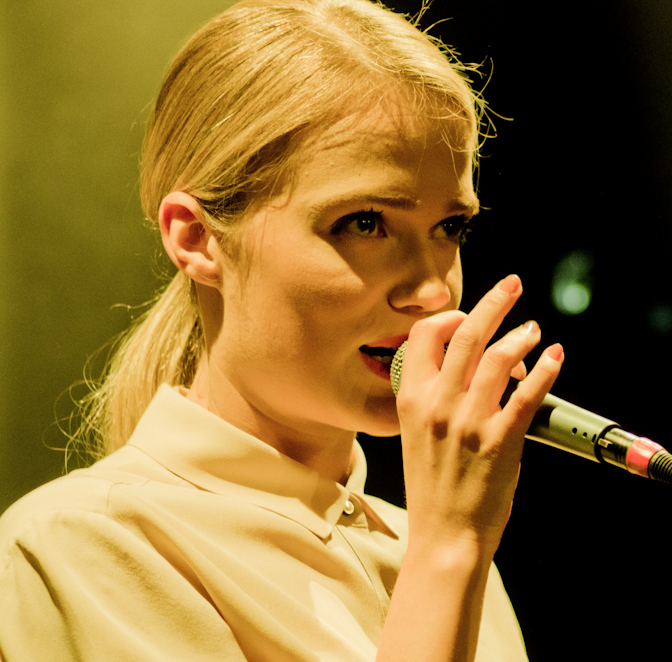
Florrie im Pariser Konzertsaal „La Maroquinerie“ (2011)

Florrie (* 28. Dezember 1988 in Bristol, England als Florence Ellen Arnold) ist eine englische Popsängerin, Songschreiberin, Schlagzeugerin, Gitarristin und Model.

## Leben
Florrie wurde als Florence Arnold im englischen Bristol geboren. Während eines Urlaubs in Griechenland besuchte die Familie ein Restaurant mit Live-Musik. Die sechsjährige Florrie war sofort von dem Schlagzeug fasziniert. Wieder im heimischen Bristol angelangt, bettelte sie ihre Eltern so lange an, bis diese ihr zum siebten Geburtstag ein Schlagzeug schenkten. Als Jugendliche gründete sie mit zwei Freundinnen die Coverband FiFi Saloon und spielte Avril-Lavigne-Songs.
2005 brach Florrie die Schule ab und zog mit der Band Self Service nach London. Durch die Nachwuchsförderung des Produzenten Guy Chambers spielte Florrie 18 Monate lang abends mit verschiedenen Bands in Kneipen. Um die geringe Gage aufzubessern, arbeitete sie tagsüber als Babysitter.

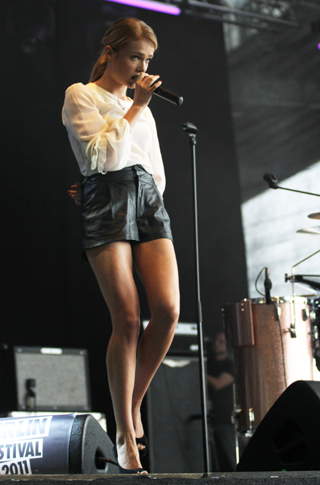
Florrie beim Berlin Festival (2011)

2008 verließ Florrie aus Zeitmangel die Band Self Service. Zwei Wochen später vermittelte sie der Manager der australischen Popsängerin Gabriella Cilmi an die Produktionsfirma Xenomania. Dort unterzeichnete Florrie einen Vertrag als Schlagzeugerin. Ab dem Zeitpunkt spielte sie live und im Studio u. a. für Girls Aloud, Kylie Minogue und die Pet Shop Boys. 2010 schrieb Florrie als Co-Autorin das Lied One Touch des Duos Mini Viva.
Brian Higgins, der Geschäftsführer und Musik-Produzent der Xenomania, ermutigte Florrie, einen ihrer Songs selbst zu singen. Gemeinsam mit dem französischen Musikproduzenten und DJ Fred Falke komponierte sie den Song Call 911, den sie im Internet kostenlos zum Download zur Verfügung stellte. Innerhalb weniger Tage wurden mehr als 1000 Zugriffe registriert.
Mitte 2010 stellte der spanische Parfüm- und Modekonzern Nina Ricci Florrie als das Gesicht und die Stimme für das neue Parfüm Nina L’Elixir. In der Werbekampagne präsentierte Florrie eine Coverversion des Blondie-Hits Sunday Girl.
Am 15. November 2010 veröffentlichte Florrie ihre erste EP Introduction mit den Songs Call of the Wild, Give Me Your Love, Summer Nights and Left Too Late. Die EP wurde auf ihrer Webseite und im iTunes Store kostenlos zum Download angeboten. Gleichzeitig wurde eine auf 500 Exemplare reduzierte Auflage auf 12-Zoll-Vinylschallplatte gepresst.
Im selben Jahr ging Florrie auf Großbritannien-Tour und supportete Two Door Cinema Club auf deren Tour in Frankreich und der Schweiz.
Florries zweite EP, Experiments, erschien am 14. Juni 2011 mit den Songs Speed of Light, Experimenting with Rugs, What You Doing This For? I Took a Little Something, Begging Me and She Always Gets What She Wants. Bereits am 28. April des Jahres wurden die Hauptsingle Begging me und Florries erstes Musikvideo zu dem Song veröffentlicht. Das Musikvideo zu der zweiten Single I Took a Little Something entstand in einer Zusammenarbeit mit dem italienischen Modeunternehmen Dolce & Gabbana.
Im Januar 2012 präsentierte Nina Ricci Florrie als das Gesicht und die Stimme für das neue Parfüm Nina Fantasy. Der für diese Werbekampagne verwendete Song She Always Gets What She Wants stammt von Florries zweiter EP Experiments.
Am 25. Mai 2012 kündigte Florrie an, dass sie sich dazu entschlossen habe, einen Vertrag bei einem großen Musiklabel zu unterzeichnen. Sechs Tage später erschien die dritte EP Late, Florries letzte als unabhängige Künstlerin. Zu dem Song Shot you down wurde am 23. Juni 2012 das offizielle Musikvideo vorgestellt.
Am 24. Februar 2013 präsentierte das Jeanslabel Vigoss Florrie als das Werbegesicht der Frühlingskampagne. Der Elektronikkonzern Sony veröffentlichte am 3. April einen Werbeclip für deren Kopfhörer XBA-C10 mit Florries Song Live a Little.
Anfang Februar 2014 unterzeichnet Florrie bei dem Musiklabel Sony Music Entertainment und kündigte am 19. Februar ihre vierte EP Sirens an.
Diese erschien am 25. April 2014 mit den Songs Seashells, Free Falling, Wanna Control Myself und den beiden Remixes Little White Lies (Shadow Child Dub Remix) und Seashells (Preditah Remix). Zu den ersten drei Songs erschienen gleichzeitig die entsprechenden Musikvideos. Am 7. Juli 2014 wurde zu der Single Little White Lives das Video veröffentlicht.
Einige Wochen später, am 15. August 2014, wurde Florries EP White Lies mit dem Hauptsong, fünf Remixes und zwei Florrie-Remixen von älteren Songs veröffentlicht.
Vom 6. bis zum 17. Oktober 2014 tourte Florrie im Rahmen der Coffee House Sessions und gab 25 Konzerte an britischen Universitäten.
Am 5. Februar 2016 erschien die Single und das Video zu ihrem neuen Song Real Love.
Florrie teilt sich mit ihrer Freundin und Kollegin Annie Rose Yuill ein Haus im englischen Kent.
Schließlich trennte sie sich vom Musiklabel Sony Music Entertainment und kehrte 2019 als unabhängige Künstlerin mit der Veröffentlichung von "Borderline" zurück, das später auf ihrem ersten Kompilationsprojekt mit dem Titel Personal erschien, das 2023 veröffentlicht wurde. Mit der Compilation-Veröffentlichung erklärte Florrie, dass sie ein Kapitel schließe und kündigte an, dass ihr Debütalbum schließlich 2024 erscheinen würde.
Im Mai und Juni 2024 spielte sie als Support für die australische Sängerin G Flip 13 Termine in den USA und Kanada.
Florrie veröffentlichte ihr Debütalbum, The Lost Ones, am 14. Juni 2024.
Gleich nach der Veröffentlichung spielte sie Ende Juni 2024 fünf Termine als Support für Girls Aloud in der The O2 Arena.

## Musikstil
Inspiriert durch die Musik von Jerry Lee Lewis und Chuck Berry beschreibt Florrie ihren Musikstil als einen großen Mix aus 1960er Musik, Organic Feel verflochten mit Pop und elektronischer Musik – auch als Upbeat Electropop bezeichnet.

## Diskografie

### Alben
| Titel         | Details                                                                                     |
| ------------- | ------------------------------------------------------------------------------------------- |
| The Lost Ones | - Veröffentlicht: 14. Juni 2024 - Formate: Musikdownload, Schallplatte - Label: Independent |

### EPs
| Titel        | Details |
| ------------ | --- |
| Introduction | - Veröffentlicht: 15. November 2010 - Formate: Compact Disc, Musikdownload, Schallplatte - Label: Independent |
| Experiments  | - Veröffentlicht: 14. Juni 2011 - Formate: Compact Disc, Musikdownload, Schallplatte - Label: Independent     |
| Late         | - Veröffentlicht: 31. Mai 2012 - Formate: Compact Disc, Musikdownload, Schallplatte - Label: Independent      |
| Sirens       | - Veröffentlicht: 25. April 2014 - Formate: Musikdownload - Label: Sony Music                                 |
| Personal     | - Veröffentlicht: 8. Dezember 2023 - Formate: Musikdownload - Label: Independent                              |

### Singles
| Titel                                | Jahr | Album         |
| ------------------------------------ | ---- | ------------- |
| Call 911                             | 2010 | –             |
| Sunday Girl                          | 2010 | –             |
| Begging Me                           | 2011 | Experiments   |
| I Took A Little Something            | 2011 | Experiments   |
| Shot You Down                        | 2012 | Late          |
| Live A Little                        | 2013 | –             |
| Panic Attack (Adrian Michaels Remix) | 2013 | –             |
| Little White Lies                    | 2014 | –             |
| Too Young To Remember                | 2015 | –             |
| Real Love                            | 2016 | –             |
| Borderline                           | 2019 | Personal      |
| Unstable                             | 2019 | Personal      |
| Hell Or High water                   | 2020 | Personal      |
| Butterflies                          | 2020 | –             |
| Garden                               | 2021 | Personal      |
| Hours                                | 2021 | Personal      |
| Walk Away                            | 2021 | Personal      |
| Street Lights                        | 2021 | Personal      |
| Human                                | 2021 | Personal      |
| Communicate                          | 2021 | Personal      |
| What If I’m Wrong                    | 2022 | Personal      |
| Falling Back to You                  | 2022 | Personal      |
| Kissing In the Cold                  | 2024 | The Lost Ones |
| Never Far From Paradise              | 2024 | The Lost Ones |

### Musikvideos
| Titel                     | Jahr | Regisseur             |
| ------------------------- | ---- | --------------------- |
| Give Me Your Love         | 2010 | –                     |
| Sunday Girl               | 2010 | Nez                   |
| Begging Me                | 2011 | Price James           |
| Experimenting With Rugs   | 2011 | Lee Jenkins           |
| I Took A Little Something | 2011 | Justin Wu             |
| Shot You Down             | 2012 | Tom Gallon            |
| Live A Little             | 2013 | Elisha Smith-Leverock |
| Seashells                 | 2014 | Ferry Gouw            |
| Free Falling              | 2014 | Jack A. Bowden        |
| Wanna Control Myself      | 2014 | Jack A. Bowden        |
| Little White Lies         | 2014 | Zaiba Jabbar          |
| Too Young To Remember     | 2015 | Mathy & Fran          |
| Real Love                 | 2016 | Emil Nava             |

### Weitere Engagements
| Jahr | Artist        | Album                           | Titel                     | Funktion           |
| ---- | ------------- | ------------------------------- | ------------------------- | ------------------ |
| 2008 | Girls Aloud   | Out Of Control                  | The Promise               | Schlagzeug         |
| 2008 | Sarah Harding | St. Trinian’s 2 Soundtrack      | Too Bad                   | Co-Autor           |
| 2010 | Mini Viva     | –                               | One Touch                 | Co-Autor           |
| 2012 | Girls Aloud   | Ten                             | Something New             | Co-Autor           |
| 2014 | The Saturdays | Finest Selection: Greatest Hits | What Are You Waiting For? | Co-Autor           |
| 2017 | Mollie King   | –                               | Hair Down                 | Co-Autor • Gitarre |
| 2017 | Nadine        | –                               | Go To Work                | Co-Autor • Gitarre |